# Deus lo volt

"Deus lo vult" è il motto dell'Ordine equestre del Santo Sepolcro di Gerusalemme (1824).

Deus lo volt (Deus le volt, Deus lo vult) è un'espressione latina medievale equivalente al latino classico Deus vult!, e significa Dio lo vuole. Fu il grido di battaglia usato da Pietro l'Eremita nelle sue predicazioni per arruolare crociati per la crociata dei pezzenti. È inoltre il motto dell'Ordine Equestre del Santo Sepolcro di Gerusalemme.

## Storia
Con questo motto si invitavano i cristiani alla conquista della Terra santa, allora sotto il potere dei Selgiuchidi, per liberare il Santo Sepolcro.
Fu adottato anche in seguito dai guerrieri delle successive Crociate e leggenda vuole che perfino Papa Urbano II, Pontefice promotore della prima Crociata, avesse utilizzato questo detto, dopo il celebre discorso tenuto a Clermont, in aiuto della Chiesa ortodossa, privata della città di Gerusalemme.